# Giro Donne 2023
Il Giro Donne 2023, trentaquattresima edizione della manifestazione, valido come ventunesima prova dell'UCI Women's World Tour 2023, si è svolto dal 30 giugno al 9 luglio 2023 su un percorso di 923,6 km, suddiviso in nove tappe, con partenza da Chianciano Terme e arrivo a Olbia.

## Tappe
| Tappa  | Data      | Percorso                                                | km    | Vincitrice di tappa  | Leader cl. generale  |
| ------ | --------- | ------------------------------------------------------- | ----- | -------------------- | -------------------- |
| 1ª     | 30 giugno | Chianciano Terme > Chianciano Terme (cron. individuale) | 4,4   | tappa cancellata     | tappa cancellata     |
| 2ª     | 1º luglio | Bagno a Ripoli > Marradi                                | 102,1 | Annemiek van Vleuten | Annemiek van Vleuten |
| 3ª     | 2 luglio  | Formigine > Modena                                      | 118,2 | Lorena Wiebes        | Annemiek van Vleuten |
| 4ª     | 3 luglio  | Fidenza > Borgo Val di Taro                             | 134,1 | Elisa Longo Borghini | Annemiek van Vleuten |
| 5ª     | 4 luglio  | Salassa > Ceres                                         | 103,1 | Antonia Niedermaier  | Annemiek van Vleuten |
| 6ª     | 5 luglio  | Canelli > Canelli                                       | 104,4 | Annemiek van Vleuten | Annemiek van Vleuten |
| 7ª     | 6 luglio  | Albenga > Alassio                                       | 109,1 | Annemiek van Vleuten | Annemiek van Vleuten |
|        | 7 luglio  | giorno di riposo                                        |       |                      |                      |
| 8ª     | 8 luglio  | Nuoro > Sassari                                         | 125,7 | Kata Blanka Vas      | Annemiek van Vleuten |
| 9ª     | 9 luglio  | Sassari > Olbia                                         | 126,9 | Chiara Consonni      | Annemiek van Vleuten |
| Totale | Totale    | Totale                                                  | 923,6 |                      |                      |

## Squadre e corridori partecipanti
Alla competizione prendono parte 24 squadre, di cui quindici UCI Women's World Team e nove UCI Women's Continental Team, per un totale di 160 cicliste iscritte.
| N.      | Cod. | Squadra                            |
| ------- | ---- | ---------------------------------- |
| 1-7     | MOV  | Movistar Team Women                |
| 11-17   | AGI  | AG Insurance-Soudal Quick-Step     |
| 21-27   | VAI  | Aromitalia Basso Bikes Vaiano      |
| 31-37   | BPK  | BePink                             |
| 41-47   | BDP  | Bizkaia-Durango                    |
| 51-57   | BTW  | Born to Win-Zhiraf-G20             |
| 61-67   | CSR  | Canyon-SRAM Racing                 |
| 71-77   | TIB  | EF Education-Tibco-SVB             |
| 81-87   | FDJ  | FDJ-Suez                           |
| 91-97   | FED  | Fenix-Deceuninck                   |
| 101-107 | GBJ  | GB Junior Team Piemonte P. Castan. |
| 111-117 | HPW  | Human Powered Health               |

| N.      | Cod. | Squadra                    |
| ------- | ---- | -------------------------- |
| 121-126 | SBT  | Isolmant-Premac-Vittoria   |
| 131-137 | CGS  | Israel Premier Tech Roland |
| 141-147 | LIV  | Liv Racing TeqFind         |
| 151-157 | DSM  | Team DSM-Firmenich         |
| 161-167 | BEX  | Team Jayco AlUla           |
| 171-177 | TJV  | Team Jumbo-Visma           |
| 181-187 | MDS  | Team Mendelspeck           |
| 191-197 | SDW  | Team SD Worx               |
| 201-207 | TOP  | Top Girls Fassa Bortolo    |
| 211-217 | LTK  | Lidl-Trek                  |
| 221-227 | UAD  | UAE Team ADQ               |
| 231-237 | UXT  | Uno-X Pro Cycling Team     |

## Dettagli delle tappe

### 1ª tappa
- 30 giugno: Chianciano Terme > Chianciano Terme (cronometro individuale) – 4,4 km

A causa di un violento temporale scoppiato sul percorso di gara, la tappa è stata temporaneamente interrotta e poi definitivamente cancellata.

### 2ª tappa
- 1º luglio: Bagno a Ripoli > Marradi – 102,1 km

Risultati
| Pos. | Corridore             | Squadra  | Tempo    |
| ---- | --------------------- | -------- | -------- |
| 1    | Annemiek van Vleuten  | Movistar | 2h40'06" |
| 2    | Cecilie Uttrup Ludwig | FDJ      | a 45"    |
| 3    | Juliette Labous       | DSM      | s.t.     |

| Pos. | Corridore             | Squadra  | Tempo    |
| ---- | --------------------- | -------- | -------- |
| 1    | Annemiek van Vleuten  | Movistar | 2h39'56" |
| 2    | Cecilie Uttrup Ludwig | FDJ      | a 49"    |
| 3    | Juliette Labous       | DSM      | a 51"    |

### 3ª tappa
- 2 luglio: Formigine > Modena – 118,2 km

Risultati
| Pos. | Corridore     | Squadra | Tempo    |
| ---- | ------------- | ------- | -------- |
| 1    | Lorena Wiebes | SD Worx | 2h52'33" |
| 2    | Marianne Vos  | Jumbo   | s.t.     |
| 3    | Chloé Dygert  | Canyon  | s.t.     |

| Pos. | Corridore             | Squadra  | Tempo    |
| ---- | --------------------- | -------- | -------- |
| 1    | Annemiek van Vleuten  | Movistar | 5h32'29" |
| 2    | Cecilie Uttrup Ludwig | FDJ      | a 49"    |
| 3    | Juliette Labous       | DSM      | a 51"    |

### 4ª tappa
- 3 luglio: Fidenza > Borgo Val di Taro – 134,1 km

Risultati
| Pos. | Corridore            | Squadra  | Tempo    |
| ---- | -------------------- | -------- | -------- |
| 1    | Elisa Longo Borghini | Lidl     | 3h33'08" |
| 2    | Veronica Ewers       | EF       | s.t.     |
| 3    | Annemiek van Vleuten | Movistar | s.t.     |

| Pos. | Corridore            | Squadra  | Tempo    |
| ---- | -------------------- | -------- | -------- |
| 1    | Annemiek van Vleuten | Movistar | 9h05'33" |
| 2    | Elisa Longo Borghini | Lidl     | a 49"    |
| 3    | Veronica Ewers       | EF       | a 53"    |

### 5ª tappa
- 4 luglio: Salassa > Ceres – 103,1 km

Risultati
| Pos. | Corridore            | Squadra  | Tempo    |
| ---- | -------------------- | -------- | -------- |
| 1    | Antonia Niedermaier  | Canyon   | 3h14'02" |
| 2    | Annemiek van Vleuten | Movistar | a 9"     |
| 3    | Niamh Fisher-Black   | SD Worx  | a 1'26"  |

| Pos. | Corridore            | Squadra  | Tempo     |
| ---- | -------------------- | -------- | --------- |
| 1    | Annemiek van Vleuten | Movistar | 12h19'36" |
| 2    | Antonia Niedermaier  | Canyon   | a 2'07"   |
| 3    | Veronica Ewers       | EF       | a 2'18"   |

### 6ª tappa
- 5 luglio: Canelli > Canelli – 104,4 km

Risultati
| Pos. | Corridore            | Squadra  | Tempo    |
| ---- | -------------------- | -------- | -------- |
| 1    | Annemiek van Vleuten | Movistar | 2h39'04" |
| 2    | Lorena Wiebes        | SD Worx  | a 20"    |
| 3    | Liane Lippert        | Movistar | s.t.     |

| Pos. | Corridore            | Squadra  | Tempo     |
| ---- | -------------------- | -------- | --------- |
| 1    | Annemiek van Vleuten | Movistar | 14h58'29" |
| 2    | Veronica Ewers       | EF       | a 3'03    |
| 3    | Juliette Labous      | DSM      | a 3'39    |

### 7ª tappa
- 6 luglio: Albenga > Alassio – 109,1 km

Risultati
| Pos. | Corridore            | Squadra  | Tempo    |
| ---- | -------------------- | -------- | -------- |
| 1    | Annemiek van Vleuten | Movistar | 3h07'52" |
| 2    | Juliette Labous      | DSM      | a 13"    |
| 3    | Gaia Realini         | Lidl     | a 20"    |

| Pos. | Corridore            | Squadra  | Tempo     |
| ---- | -------------------- | -------- | --------- |
| 1    | Annemiek van Vleuten | Movistar | 18h06'11" |
| 2    | Juliette Labous      | DSM      | a 3'56"   |
| 3    | Gaia Realini         | Lidl     | a 4'25"   |

### 8ª tappa
- 8 luglio: Nuoro > Sassari – 125,7 km

Risultati
| Pos. | Corridore       | Squadra  | Tempo    |
| ---- | --------------- | -------- | -------- |
| 1    | Kata Blanka Vas | SD Worx  | 3h00'41" |
| 2    | Chloé Dygert    | Canyon   | s.t.     |
| 3    | Liane Lippert   | Movistar | s.t.     |

| Pos. | Corridore            | Squadra  | Tempo     |
| ---- | -------------------- | -------- | --------- |
| 1    | Annemiek van Vleuten | Movistar | 21h06'52" |
| 2    | Juliette Labous      | DSM      | a 3'56"   |
| 3    | Gaia Realini         | Lidl     | a 4'23"   |

### 9ª tappa
- 9 luglio: Sassari > Olbia – 126,9 km

Risultati
| Pos. | Corridore       | Squadra      | Tempo    |
| ---- | --------------- | ------------ | -------- |
| 1    | Chiara Consonni | UAE          | 3h19'33" |
| 2    | Marianne Vos    | Jumbo        | s.t.     |
| 3    | Ally Wollaston  | AG Insurance | s.t.     |

| Pos. | Corridore            | Squadra  | Tempo     |
| ---- | -------------------- | -------- | --------- |
| 1    | Annemiek van Vleuten | Movistar | 24h26'25" |
| 2    | Juliette Labous      | DSM      | a 3'56"   |
| 3    | Gaia Realini         | Lidl     | a 4'23"   |

## Evoluzione delle classifiche
| Tappa              | Vincitore            | Classifica generale Maglia rosa | Classifica a punti Maglia ciclamino | Classifica scalatori Maglia verde | Classifica giovani Maglia bianca | Classifica italiane Maglia azzurra | Classifica a squadre |
| ------------------ | -------------------- | ------------------------------- | ----------------------------------- | --------------------------------- | -------------------------------- | ---------------------------------- | -------------------- |
| 1                  | tappa cancellata     | tappa cancellata                | tappa cancellata                    | tappa cancellata                  | tappa cancellata                 | tappa cancellata                   | tappa cancellata     |
| 2                  | Annemiek van Vleuten | Annemiek van Vleuten            | Annemiek van Vleuten                | Annemiek van Vleuten              | Gaia Realini                     | Elisa Longo Borghini               | FDJ-Suez             |
| 3                  | Lorena Wiebes        | Annemiek van Vleuten            | Annemiek van Vleuten                | Marta Cavalli                     | Gaia Realini                     | Elisa Longo Borghini               | FDJ-Suez             |
| 4                  | Elisa Longo Borghini | Annemiek van Vleuten            | Annemiek van Vleuten                | Marta Cavalli                     | Gaia Realini                     | Elisa Longo Borghini               | FDJ-Suez             |
| 5                  | Antonia Niedermaier  | Annemiek van Vleuten            | Annemiek van Vleuten                | Annemiek van Vleuten              | Antonia Niedermaier              | Gaia Realini                       | Lidl-Trek            |
| 6                  | Annemiek van Vleuten | Annemiek van Vleuten            | Annemiek van Vleuten                | Annemiek van Vleuten              | Gaia Realini                     | Gaia Realini                       | Lidl-Trek            |
| 7                  | Annemiek van Vleuten | Annemiek van Vleuten            | Annemiek van Vleuten                | Annemiek van Vleuten              | Gaia Realini                     | Gaia Realini                       | Movistar Team Women  |
| 8                  | Kata Blanka Vas      | Annemiek van Vleuten            | Annemiek van Vleuten                | Annemiek van Vleuten              | Gaia Realini                     | Gaia Realini                       | Movistar Team Women  |
| 9                  | Chiara Consonni      | Annemiek van Vleuten            | Annemiek van Vleuten                | Annemiek van Vleuten              | Gaia Realini                     | Gaia Realini                       | Movistar Team Women  |
| Classifiche finali | Classifiche finali   | Annemiek van Vleuten            | Annemiek van Vleuten                | Annemiek van Vleuten              | Gaia Realini                     | Gaia Realini                       | Movistar Team Women  |

## Classifiche finali

### Classifica generale - Maglia rosa
| Pos. | Corridore             | Squadra      | Tempo     |
| ---- | --------------------- | ------------ | --------- |
| 1    | Annemiek van Vleuten  | Movistar     | 24h26'25" |
| 2    | Juliette Labous       | DSM          | a 3'56"   |
| 3    | Gaia Realini          | Lidl         | a 4'23"   |
| 4    | Veronica Ewers        | EF Education | a 5'34"   |
| 5    | Erica Magnaldi        | UAE          | s.t.      |
| 6    | Cecilie Uttrup Ludwig | FDJ-Suez     | a 6'16"   |
| 7    | Mavi García           | Liv Racing   | a 6'25"   |
| 8    | Silvia Persico        | UAE          | a 6'59"   |
| 9    | Niamh Fisher-Black    | SD Worx      | a 7'28"   |
| 10   | Ane Santesteban       | Jayco AlUla  | a 9'12"   |